# 大西洋包圍戰
在第二次世界大战中，德軍沿著法国、比利时和荷兰的大西洋海岸線建立了數個大西洋堡壘。這些堡壘用於駐守德軍以抵擋盟軍的登陸。 
一共有14個堡壘，皆在戰爭末期被攻破或守軍最終選擇投降。 

## 選定堡壘
1944年1月19日，阿道夫·希特勒選定大西洋壁壘沿線的11處建立要塞，並要求守軍要堅守至最後一人，他稱這些堡壘為「Atlantikfestungen」（也就是大西洋堡壘）。
1944年2月和3月，另外三個沿海區域被選為要塞，分別是：海峽群島、加来和拉羅歇爾。

## 各堡壘包圍戰的結果
14個大西洋堡壘的守軍人數和進攻時間如下所述：
| 堡壘           | 地點       | 守軍人數 | 圍攻軍隊 | 開始圍攻時間  | 投降時間      |
| -------------- | ---------- | -------- | -------- | ------------- | ------------- |
| 瑟堡包圍戰     | 瑟堡       | 15,000人 | 美国     | 1944年6月6日  | 1944年6月30日 |
| 聖馬洛包圍戰   | 聖馬洛     | 12,000人 | 美国     | 1944年8月3日  | 1944年8月14日 |
| 利哈佛包圍戰   | 利哈佛     | 12,000人 | 英國     | 1944年9月10日 | 1944年9月12日 |
| 布雷斯特包圍戰 | 布雷斯特   | 37,000人 | 美国     | 1944年8月7日  | 1944年9月19日 |
| 布洛涅包圍戰   | 濱海布洛涅 | 10,000人 | 加拿大   | 1944年9月17日 | 1944年9月22日 |
| 加萊包圍戰     | 加萊       | 7,500人  | 加拿大   | 1944年9月25日 | 1944年9月30日 |
| 魯瓦揚包圍戰   | 魯瓦揚     | 5,500人  | 法國     | 1944年9月12日 | 1945年4月17日 |
| 格雷夫角包圍戰 | 格雷夫角   | 3,500人  | 法國     | 1944年9月12日 | 1945年4月20日 |
| 奧萊龍島包圍戰 | 奧萊龍島   | 2,000人  | 法國     | 1944年9月12日 | 1945年4月30日 |
| 拉羅歇爾包圍戰 | 拉羅歇爾   | 22,000人 | 法國     | 1944年9月12日 | 1945年5月7日  |
| 敦克爾克包圍戰 | 敦克爾克   | 14,000人 | 法國     | 1944年9月15日 | 1945年5月9日  |
| 解放海峽群島   | 海峽群島   | 28,500人 | 無       | 無攻擊        | 1945年5月9日  |
| 洛里昂包圍戰   | 洛里昂     | 25,000人 | 法國     | 1944年8月12日 | 1945年5月10日 |
| 聖納澤爾包圍戰 | 聖納澤爾   | 30,000人 | 法國     | 1944年8月27日 | 1945年5月11日 |

## 另見
- 解放法國（英语：Liberation of France）

## 註腳
1. 1 2  Wilt 2004，第108頁.
2. ↑  The island of Cézembre held out until 2 September 1944